# أيمن سليمان
أيمن عبدالله أحمد سليمان سياسي أردني. عُين وزيرًا لوزارة البيئة الأردنية ضمن التعديل الوزاري على حكومة جعفر حسان في 6 أغسطس 2025.

## حياته
في 6 أغسطس 2025، أدى اليمين القانونية وزيرًا للبيئة أمام ملك الأردن عبد الله الثاني في قصر الحسينية.